# Шамилишвили, Кевсер Хасановна
Кевсер Хасановна Шамилишвили, в девичестве — Месхидзе (1931 год, село Дагва, Кобулетский район, АССР Аджаристан, ССР Грузия — 2010 год, село Бобоквати, Кобулетский муниципалитет, Грузия) — колхозница колхоза имени Молотова Кобулетского района, Аджарская АССР, Грузинская ССР. Герой Социалистического Труда (1949).

## Биография
Родилась в 1931 году в крестьянской семье в селе Дагва Кобулетского района (сегодня — Кобулетский муниципалитет). Окончила местную сельскую школу. Трудовую деятельность начала в послевоенные годы на чайной плантации в колхозе имени Молотова (с 1956 года — колхоз села Бобоквати) Кобулетского района.
В 1948 году собрала 6347 килограмм сортового зелёного чайного листа на участке площадью 0,5 гектара. Указом Президиума Верховного Совета СССР от 29 августа 1949 года удостоена звания Героя Социалистического Труда за «получение высоких урожаев сортового зелёного чайного листа и цитрусовых плодов в 1948 году» с вручением ордена Ленина и золотой медали «Серп и Молот» (№ 4535).
Этим же указом звания Героя Социалистического Труда были награждены звеньевые Мамуд Джемалович Гогитидзе, Наргула Скендеровна Махарадзе, колхозницы Айше Кемаловна Гогитидзе, Гули Османовна Джинджарадзе, Вардо Мурадовна Концелидзе, Назико Джемаловна Концелидзе, Бедрие Османовна Махадзе, Бесире Сулеймановна Немсадзе и колхозник Джемал Мемедович Георгадзе.
После выхода на пенсию в 1986 году проживала в селе Бобоквати Кобулетского района. Умерла в 2010 году.
Награды
- Герой Социалистического Труда
- Орден Ленина
- Медаль «За трудовое отличие» (19.07.1950)